# Heinz Harmel
Pour les articles homonymes, voir Harmel.
Heinz Harmel (Metz, 29 juin 1906 – Krefeld, 2 septembre 2000) est un général SS allemand de la Seconde Guerre mondiale. Il a reçu la croix de chevalier de la croix de fer avec feuilles de chêne et glaives en 1944. Pendant la bataille de Normandie, Heinz Harmel fut commandant de la 10e Panzerdivision SS Frundsberg avec le grade de SS-Brigadeführer.

## Biographie

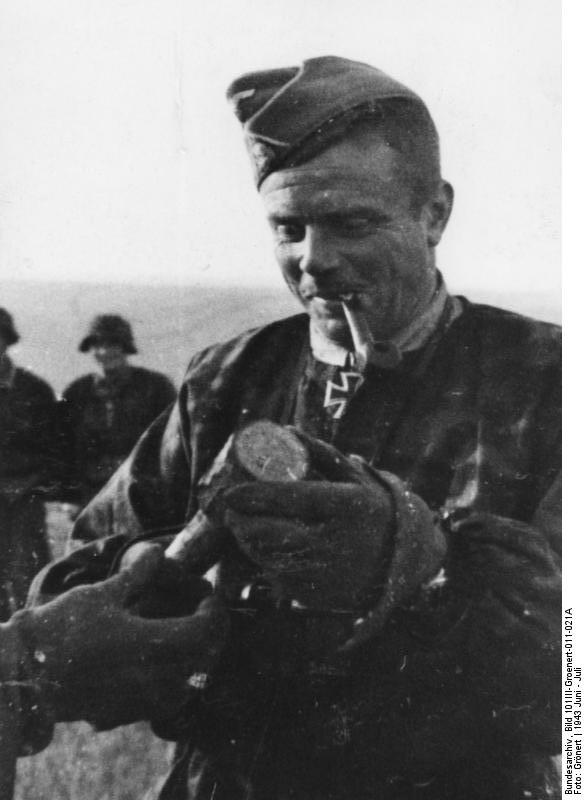
Heinz Harmel en Russie en juin 1943.

Heinz Harmel naît le 29 juin 1906, à Metz, une ville de garnison animée d'Alsace-Lorraine. Avec sa ceinture fortifiée, Metz est alors la première place forte du Reich allemand, constituant une pépinière d'officiers supérieurs et généraux. Fils d'un médecin militaire du 67e régiment d'infanterie de Magdebourg, la carrière militaire de Heinz Harmel semble déjà tracée. Il est cependant trop jeune pour se battre pendant la Première Guerre mondiale.

### Entre-deux-guerres
Heinz Harmel se porte volontaire en 1926, s’engageant dans la 15e compagnie du 6e Régiment d'infanterie du Schleswig-Holstein à Ratzeburg. Mais la Reichswehr, dont les effectifs sont juridiquement limités à cette époque, ne lui permet pas de faire carrière. Harmel continue cependant à servir, comme Oberfeldwebel, dans la réserve. Comme son compatriote Johannes Mühlenkamp, Heinz Harmel réintègre l'armée d'active dans la Waffen-SS. Le 2 octobre 1935, il est affecté dans la 1re compagnie du régiment SS "Germania", à Hambourg, avec le grade d'Oberscharführer, adjudant. Le 30 janvier 1938, après une formation pour officiers, Harmel est promu Obersturmführer, lieutenant. Après l'Anschluss, l'annexion de l'Autriche au Reich allemand en mars 1938, le lieutenant Harmel est envoyé avec le deuxième bataillon de son régiment à Klagenfurt, capitale de la Carinthie. Là, il est nommé chef de la 9e compagnie du nouveau régiment "Der Führer". Le 30 janvier 1939, le lieutenant Harmel est promu Hauptsturmführer, capitaine.

### Seconde Guerre mondiale

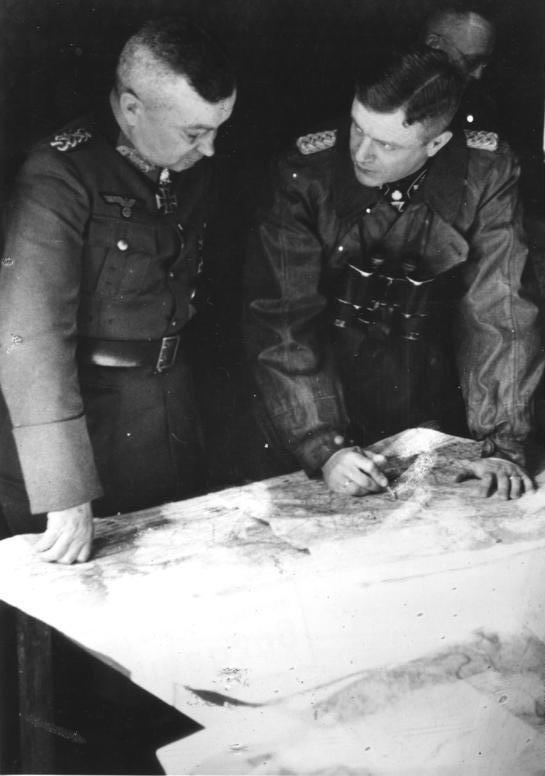
Heinz Harmel avec le Generalfeldmarschall Walter Model à Arnhem en septembre 1944.

Pendant le printemps 1940, le capitaine Harmel prend part avec sa compagnie aux combats en Hollande et en Flandre, où il reçoit les croix de fer, de seconde et de première classes, ainsi que l'insigne de combat d'infanterie. Il descend ensuite dans le sud de la France. Le 1er janvier 1941, Harmel prend la tête du deuxième bataillon motorisé du régiment SS Der Führer. En avril 1941, le capitaine Harmel prend part à la campagne de Yougoslavie. À Belgrade, Heinz Harmel est promu Sturmbannführer, commandant. En juin 1941, débute l’offensive allemande contre l'Union soviétique, l’opération Barbarossa. Sous les ordres du SS-Gruppenführer Paul Hausser (1880-1972) de la SS-Panzergrenadierdivision "Das Reich", le commandant Harmel est, avec son bataillon, au centre du dispositif. Il prend part aux combats de Jelna et enfonce les défenses devant Moscou. Ayant, à plusieurs reprises, démontré son courage personnel, Heinz Harmel se voit attribuer la croix allemande en or, le 29 novembre 1941, en signe de reconnaissance.
Le 4 décembre 1941, Heinz Harmel se voit confier provisoirement la direction du "SS-Panzergrenadierregiments Deutschland" pour remplacer le général Hausser, grièvement blessé. Harmel ne devient officiellement commandant d’un régiment de cette division que le 18 juin 1942. Heinz Harmel est promu Obersturmbannführer, lieutenant-colonel, le 20 octobre 1942. Pendant l’hiver 1942-1943, Harmel lutte avec ses hommes du côté de Rjev-Oskol, avec courage et abnégation. Il participe à la reprise de Kharkov en mars 1943. Il se distingue alors personnellement en attaquant de nuit, avec son véhicule blindé, faisant de son unité le fer de lance de la contre-offensive en cours. Pour ces faits d’armes, Heinz Harmel reçoit la croix de chevalier de la croix de fer, le 31 mars 1943. Il reçoit en outre l’Insigne de destruction de blindés, réservé aux combattants. Le 20 avril 1943, Harmel est promu SS-Standartenführer, colonel SS. Le 7 septembre 1943, Heinz Harmel reçoit les feuilles de chêne (296e récipiendaire) et l’agrafe de combat rapproché, en argent.
Du 15 mars 1944 au 27 avril 1944, le colonel Harmel suit une formation au commandement à Hirschberg, en Silésie. Le 27 avril 1944, il prend le commandement de la 10e Panzerdivision SS Frundsberg. Le 18 mai 1944, Harmel est promu SS-Oberführer, un grade SS intermédiaire entre colonel et général de brigade. À l'été 1944, la division change de front, passant du front de l'Est au front de l'Ouest, en Normandie. Fin juin 1944, sa division est en effet engagée pour contrer l'Opération Epsom, une offensive britannique visant à reprendre la ville de Caen. Intégrée au 2e SS-Panzerkorps, son unité subit alors de lourdes pertes dans les combats. 
Toujours à la tête de la 10e SS Panzer-Division, le général Harmel est chargé de percer les lignes britanniques en août 1944, afin de libérer les unités allemandes piégées dans la poche de Falaise, où 125 000 soldats de la 7e Armée allemande sont encerclés. L’opération se solde de nouveau par de très lourdes pertes, tant humaines que matérielles.
La division Frundsberg, qui comptait à l’origine 19 513 hommes, n'a pas été épargnée par les combats. Elle doit se reformer aux Pays-Bas, stationnant entre Eindhoven et Arnhem. Le 7 septembre 1944, Harmel est promu SS-Brigadeführer et Generalmajor de la Waffen-SS. Alors qu'il est seulement âgé de 38 ans, Harmel est surnommé der Alte, « l’Ancien », par ses hommes, ces derniers ayant, pour la plupart, moins de 20 ans. L'Opération Market Garden, menée par les Britanniques le 17 septembre 1944, replace la division Frundsberg aux avant-postes. Le général Harmel participe aussitôt à la contre-offensive allemande, alors que son unité manque encore de matériel lourd. Harmel s’illustre pourtant de nouveau dans les combats dans le secteur de Nimègue, notamment sur la rivière Waal. Pour la défense des pays conquis par l’Allemagne dans la région de Nimègue, Heinz Harmel obtient la croix de chevalier de la croix de fer avec feuilles de chêne et glaives, le 15 décembre 1944. 

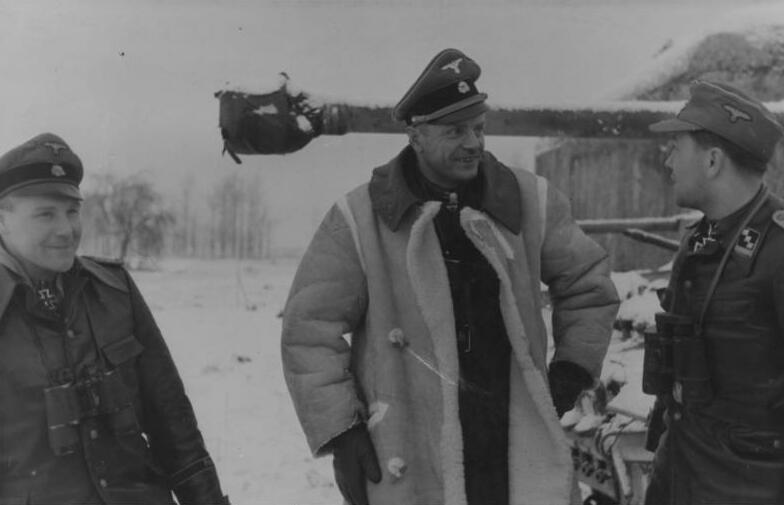
Heinz Harmel en février 1945.

Fin 1944, sa division est transférée en Alsace, où le général Harmel est chargé d’établir une tête de pont vers la poche de Colmar. Après plusieurs semaines de combats, Harmel est envoyé sur l'Oder en février 1945, pour combattre l'Armée rouge. Mi-avril 1945, alors que sa division est encerclée par les Soviétiques près de Spremberg, dans le Brandebourg, Harmel réussit à désengager une partie de ses troupes. Relevé de son commandement, Harmel commande alors un Kampfgruppe en Autriche, où il dépose les armes dans les derniers jours de la guerre, pour partir en captivité dans un camp britannique.

### Après guerre
Rentré de captivité, Heinz Harmel retrouve une vie civile normale. Lors du voyage commémoratif en Normandie d'un groupe d'anciens combattants allemands, en 1984, Heinz Harmel fut fait Citoyen d'Honneur de la ville de Bayeux dans le cadre de la réconciliation franco-allemande, suscitant une polémique à Bayeux.
Heinz Harmel, l'un des officiers allemands les plus décorés, s’éteignit le 2 septembre 2000 à Krefeld, en Rhénanie-du-Nord-Westphalie.

## Insignes et décorations
- Croix de chevalier de la croix de fer avec feuilles de chêne et glaives[6]
  - Croix de chevalier de la croix de fer (31 mars 1943)
  - avec feuilles de chêne (7 septembre 1943)
  - avec glaives (15 décembre 1944)
- Nennung im Wehrmachtsbericht (16 juillet 1944)
- Médaille du Front de l'Est
- Croix allemande[6], en or (29 novembre 1941)
- SS-Totenkopfring (21.6.1940)
- Croix de fer, 2e et 1re classe (1939)
- Insigne de combat d'infanterie, en argent
- Insigne de destruction de blindés
- Insigne de combat d'infanterie, en argent
- Insigne des blessés, en bronze (1939)